# 纳尼拉姆
纳尼拉姆（Nannilam），是印度泰米尔纳德邦Thiruvarur县的一个城镇。总人口9880（2001年）。

## 人口
该地2001年总人口9880人，其中男性4962人，女性4918人；0—6岁人口1008人，其中男526人，女482人；识字率74.99%，其中男性为81.48%，女性为68.44%。